# 21 cm Kanone 39
21 cm Kanone 39 var en kombinerad tung fältkanon och kustartilleripjäs med 21 centimeters kaliber utvecklad av Tjeckoslovakiska Škodaverken för export till Turkiet under slutet av 1930-talet. Efter den tyska ockupationen av Tjeckoslovakien strax efter Münchenöverenskommelsen kom Škodaverken att kontrolleras av Tyskland och endast två pjäser hann exporteras till Turkiet, resten av produktionen kom att ske för tysk räkning. Totalt kom 61 pjäser att tillverkas. Nio pjäser exporterades 1944 till Sverige där de användes som kustartilleripjäser fram till 1983.

## Konstruktion
Till skillnad från samtida tyska pjäser som använde kilmekanism tillsammans med en metallisk patron för att täta kammaren, så använde Škoda skruvmekanism med de Bange tätning för att täta kammaren. Detta gav en lägre eldhastighet men hade den stora ekonomiska fördelen att tillåta drivladdningar i form av karduser i stället för patroner av mässing eller stål. Pjäsen delades i tre enheter vid transport. Underlavett tillsammans med transportvagn vägde 14 ton, överlavett 16 ton samt eldrör 17 ton. Pjäsen var rörlig, eller snarare flyttbar. Den kunde transporteras på väg i tre delar med en hastighet på 20-30 km/tim. Vid gruppering behövdes beroende på omfattningen av markarbetena mellan 1 och 4 timmar. För den skull förbereddes batteriplatser på olika ställen.
| 1939 | 1940 | 1941 | 1942 | 1943 | 1944 | 1945 |
| ---- | ---- | ---- | ---- | ---- | ---- | ---- |
| 2    | 12   | 22   | 3    | 11   | 11   | -    |

## Användning
Som rörlig fältkanon användes pjäsen bara av två förband schwere Artillerie-Abteilung 767 och schwere Artillerie-Abteilung 768, som vardera bestod av tre batterier med två kanoner var. Under operation Barbarossa så tilldelades 767 till 6. Armee som tillhörde Armégrupp Süd, där kom förbandet att deltaga i belägringen av Odessa och slaget om Sevastopol. 768 tilldelades ursprungligen 4. Armee som tillhörde Armégrupp Center men överfördes snart till Armégrupp Nord för att användas i Belägringen av Leningrad. 
Ett fast batteri fanns grupperat inom de allierades landstigningsområde vid invasionen av Normandie. Batteriet sänkte den amerikanska jagaren av Gleaves-klass USS Corry.

## I svensk tjänst
Redan 1939 kontaktades Marinförvaltningen av Škodaverkens svenska generalagent med ett erbjudande att köpa sex pjäser i utbyte mot betalning i nickel och andra råvaror. Marinen såg inget omedelbart behov av pjäserna men förhandlingarna fortsatte och den 20 mars 1942 skrev man kontrakt om att köpa nio pjäser som skulle levereras under 1944. Pjäserna fick beteckningen 21 cm kanon m/42 i svensk tjänst och organiserades i tre batterier om tre pjäser var.  1. och 2. 21 cm kabatt ingick i krigsorganisationen den 1 juni 1944, 3. 21 cm kabatt ingick den 29 september 1944. Alla tre batterier utbildades av KA 4 och grupperades kring Göteborg. Från hösten 1956 övertog KA 2 utbildningsansvaret. Omorganisation skedde till två batterier med fyra pjäser var samt en reservpjäs. Batterierna kom att ingå som förstärkning till 1:a och 3:e KA-bataljonerna, med grupperingsplatser i första hand i södra Skåne. 1972 upphörde utbildning av värnpliktig personal till pjäserna och 1982-83 utgick pjäserna ur krigsorganisationen.

## Bevarade pjäser

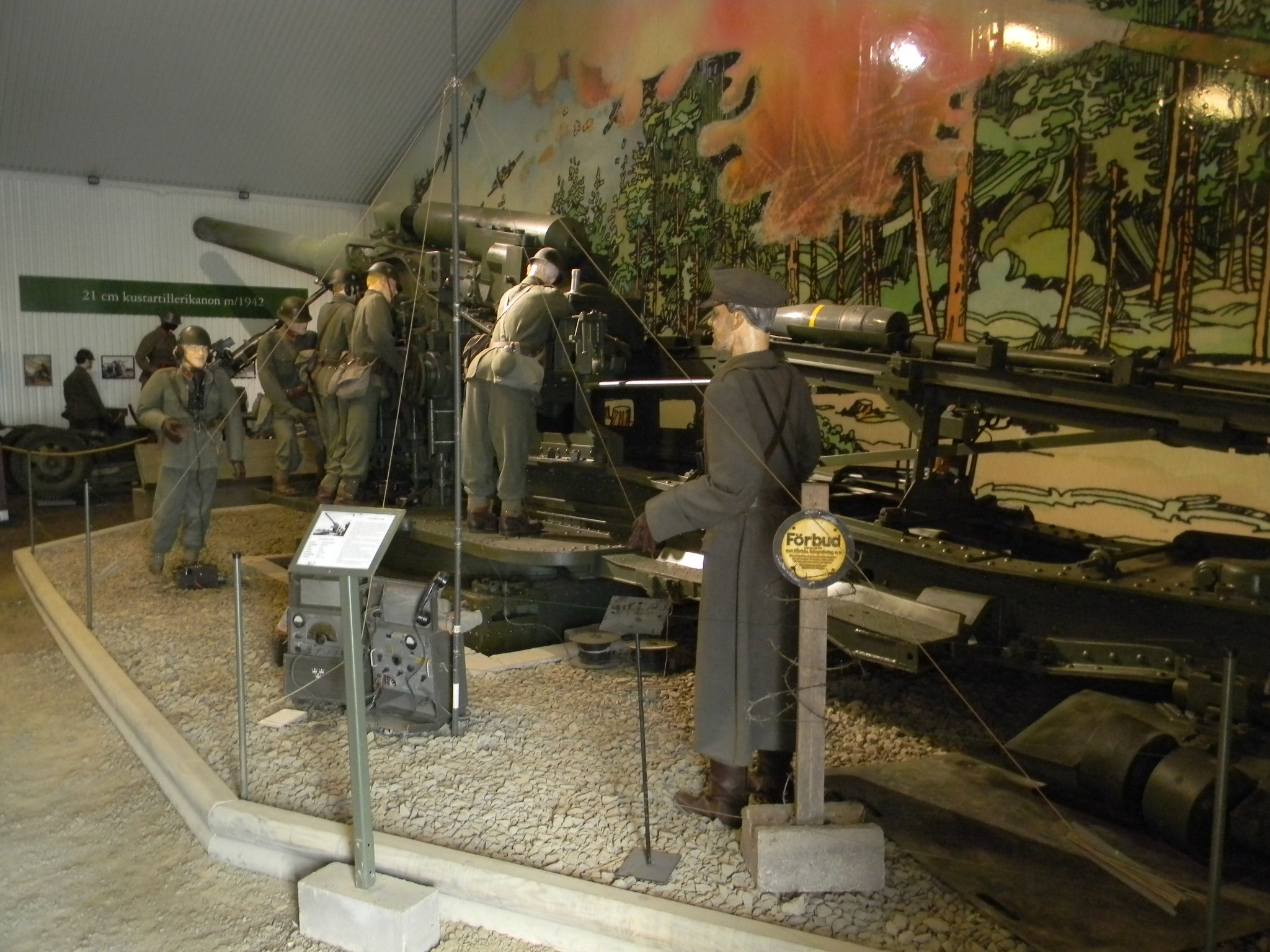
Kanonen uppställd vid Beredskapsmuseet.

Två pjäser finns i dag bevarade som museipjäser på Aspö,  samt vid Beredskapsmuseet utanför Helsingborg.
Den tredje pjäsen som stod vid Käringberget i Göteborg.
Blev flyttad tillbaka till Tjeckoslovakiska